# Struga Toruńska

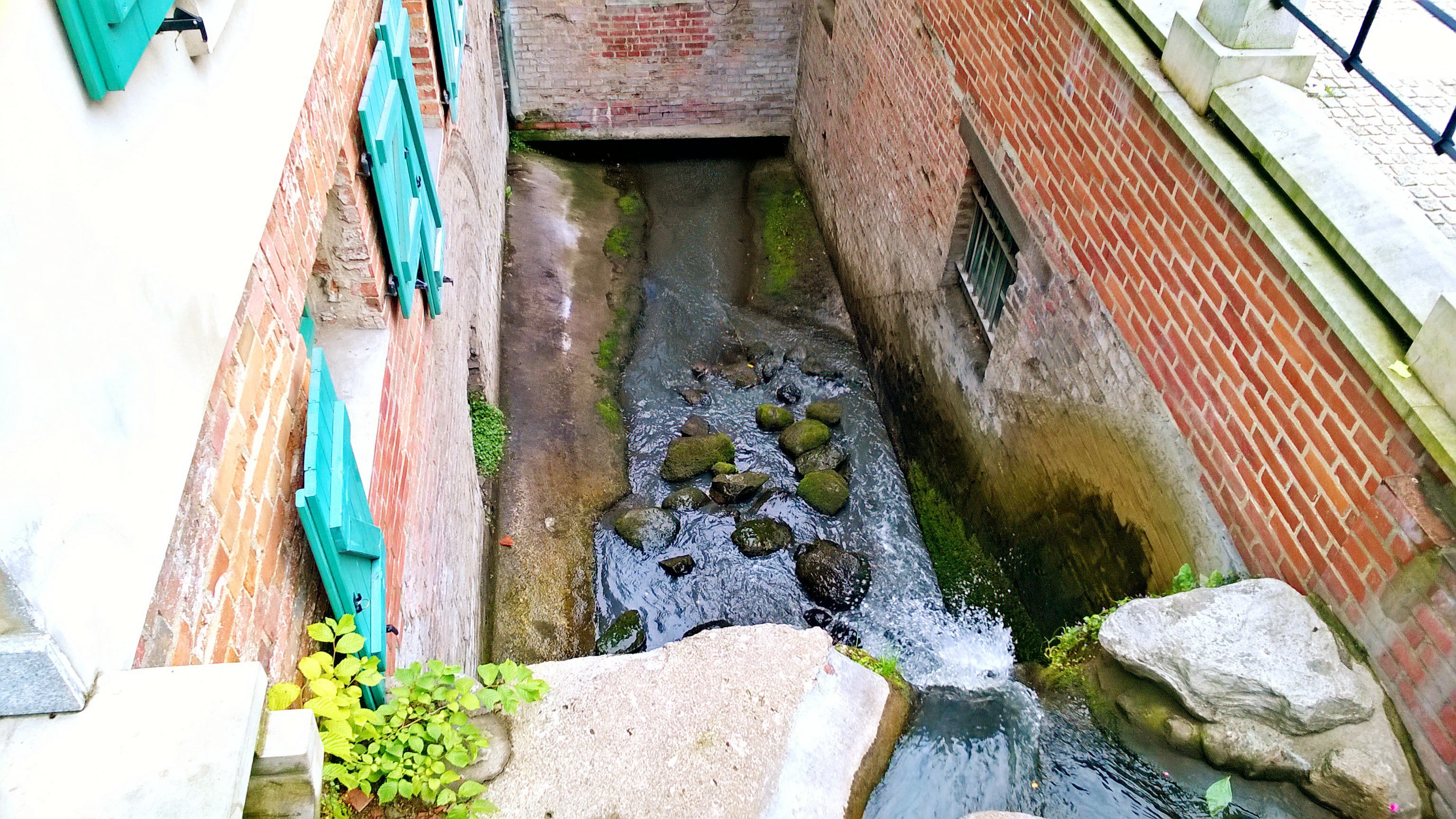
Struga Toruńska przepływająca przez dawny Górny Młyn zamku krzyżackiego

Struga Toruńska – rzeka w województwie kujawsko-pomorskim, jest prawostronnym dopływem Wisły. 

## Długość
Długość rzeki wynosi 51,5 km. Bierze ona swój początek w miejscowości Bągart k. jeziora Wieldządz, na wysokości 108 m n.p.m. na Pojezierzu Chełmińskim, a jej średni spadek wynosi 0,07 stopnia.

## Nazwa
Błędnie nazywana Postolsk (w języku niemieckim Bostoltz), Postolec (ciek wodny odwadniający dawniej Mokre Przedmieście). Współcześnie zwana Bacha. Struga zasila wodami jeziora: Płużnickie, Wieczno i Mlewieckie. Nad strugą zostało ulokowanych wiele miejscowości: Płużnica, Zajączkowo, Węgorzyn, Kiełbasin, Gostkowo, Lipniczki i Grębocin. Z Wisłą łączy się w Toruniu.

## Bieg
Bieg strugi, w okresie kilku ostatnich wieków, uległ daleko idącym zmianom wskutek gospodarczej działalności człowieka. Struga ta do XIII w. uchodziła wyłącznie do rzeki Drwęcy, potem Krzyżacy dokonali rozdziału wód Strugi Toruńskiej, część kierując wykonanym przez siebie sztucznym kanałem do Torunia. Doprowadzona w ten sposób woda do miasta zasilała fosy zamkowe, umożliwiała pracę młynom miejskim i browarom. Druga część wód Strugi Toruńskiej płynęła swym pierwotnym korytem przez Bielawy, uchodząc pod Lubiczem do Drwęcy. Ta część obecnie znana jest pod nazwą Struga Lubicka. Tak więc w chwili obecnej w miejscowości Grębocin następuje rozdział wód na Strugę Lubicką uchodzącą do Drwęcy i na Strugę Toruńską, uchodzącą do Wisły, a biegnącą przez dzielnicę Mokre, wpada do stawu zwanego Kaszownikiem lub Dolnym Kaszownikiem (do końca lat 60. XX w. zasilała, obecnie zasypany pobliski staw Kaszownik, tzw. Górny), a dalej płynie krytymi kanałami pod śródmieściem i Starym Miastem.

## Ujście
Rzeka uchodzi do Wisły dwiema odnogami. Pierwsza odnoga pod ul. Uniwersytecką biegnie do pozostałości kościoła podominikańskiego, dalej pod średniowiecznym Mostem Paulińskim, ulicą Strumykową w kierunku przedzamcza zamku krzyżackiego. Druga odnoga płynąc przez tereny Muzeum Etnograficznego, ma koryto w osi ulicy Czerwona Droga (nazwa ze względu na czerwone łożysko rzeki) dawne ogródki jordanowskie, a następnie wychodzi na powierzchnię za Placem Rapackiego w tzw. Dolinie Marzeń.
W 2007 roku nastąpiło odsłonięcie fragmentu koryta Strugi na ul. Przedzamcze przy zbiegu z ul. Szeroką. Struga jest także widoczna przez okno w podłodze w budynku przy ul. Most Pauliński 2, w którym obecnie znajduje się lokal gastronomiczny.

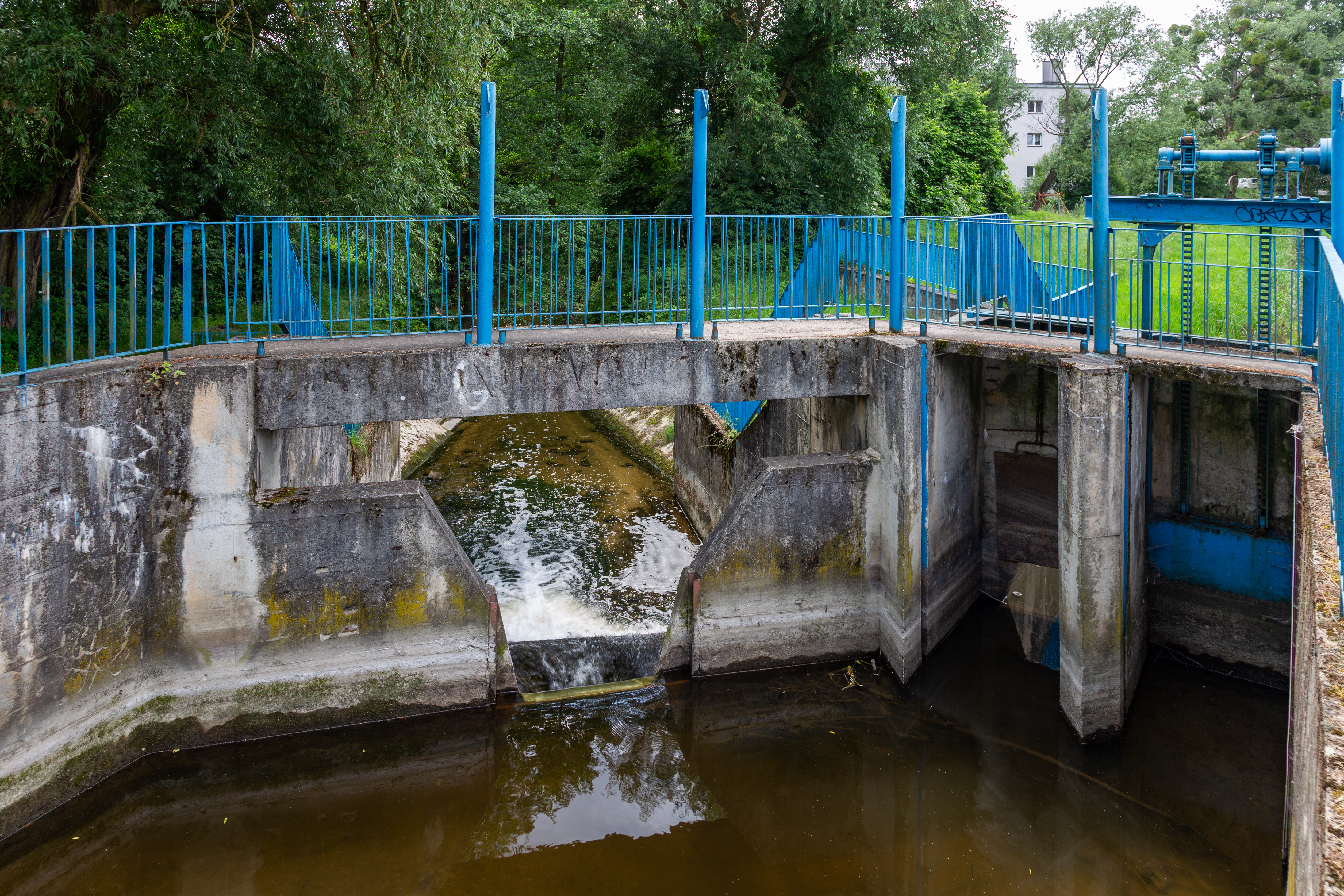
Jaz rozdzielczy w Toruniu, na wprost koryto Strugi Lubickiej